# أندرويد إكس آر

Android XR logo

أندرويد إكس آر (Android XR) هو نظام تشغيل للواقع الممتد طوّرته شركة جوجل ويستند إلى نظام أندرويد. تم الإعلان عنه في ديسمبر 2024، ومن المقرر إطلاقه في عام 2025. النظام مصمم لدعم أجهزة الواقع الممتد، بما في ذلك سماعة الرأس "مشروع موهان" من سامسونج ونظارة ذكية طورتها جوجل ديب مايند. يتميز أندرويد إكس آر بتكامل قوي مع روبوت الدردشة المدعوم بالذكاء الاصطناعي "جيميناي".
بعد الفشل التجاري السابق لجوجل مع نظارة جوجل جلاس، وهو منتج يُرتدى على الرأس، استحوذت جوجل على شركتي الواقع الافتراضي Tilt Brush وOwlchemy Labs، وقامت بمغامرات أخرى في مجال الحوسبة القابلة للارتداء على الرأس، بما في ذلك سماعتي جوجل كاردبورد وجوجل دايدريم للواقع الافتراضي، واللتان تم إيقافهما لاحقًا. في عام 2021، أعادت جوجل إحياء جهودها في مجال الواقع الممتد من خلال مشروع يُعرف داخليًا باسم مشروع إيريس، وهو سماعة واقع معزز تعمل بنظام تشغيل جديد. ومع ذلك، أوقفت جوجل المشروع بعد إطلاق شركة آبل لسماعة الواقع الافتراضي فيجن برو في عام 2024. وبعد عام واحد، أعلنت جوجل عن أندرويد إكس آر كخليفة روحي لمشروع إيريس.